# Prachtboomklever
De prachtboomklever (Sitta formosa) is een zangvogel uit het geslacht Sitta.

## Verspreiding en leefgebied
Deze soort komt voor van de Himalaya tot noordwestelijk Vietnam.